# 松前富広
松前 富広（まつまえ とみひろ）は、江戸時代中期の松前藩世嗣。通称は橘太郎。

## 略歴
松前藩の第5代藩主・松前矩広の次男として誕生。
兄姉に冬子（福島正視室）、周広、伊良子（山田八郎右衛門室）、佐知子（夭折）。弟妹に方広、幾子（夭折）。養兄弟に邦広。正室は高野保光の娘。
松前矩広の嫡子であったが、家督相続以前に死去した。享年20。